# Osypnoj Bugor
Osypnoj Bugor (ros. Осыпной Бугор) – wieś w Rosji, w obwodzie astrachańskim, w rejonie priwołżskim. W 2010 liczyła 3381 mieszkańców.